# 高山市立東小学校
高山市立東小学校（たかやましりつ ひがししょうがっこう）は、岐阜県高山市にある公立小学校。

## 沿革
現在の東小学校は、1965年に大八小学校と統合し、現在地に新設開校した小学校である。ここでは、統合前の東小学校を東小学校〈旧〉として記述する。

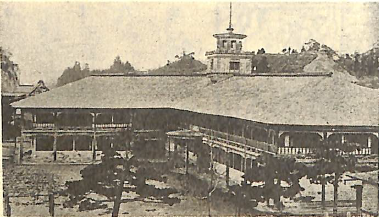
煥章学校

- 1873年（明治6年）12月2日 - 煥章学校が開校。勝久寺を仮校舎としたが、翌日に高山別院を仮校舎とする。
- 1875年（明治8年）頃 - 国分寺、素玄寺に分教場を設置。
- 1876年（明治9年） - 馬場町（旧・高山城址）に移転。国分寺、素玄寺の分教場を廃止。法華寺、宗猷寺に分教場を設置[注釈 1]。
- 1885年（明治18年）11月 - 県立高山学校附属小学校の代用校として、煥章学校の一部を使用。
- 1886年（明治19年）
  - 1月 - 県立高山学校内に県立高山学校師範科附属小学校を併設したことにより、代用校の指定が解除。
  - 5月 - 県立高山学校の廃校により、師範科附属小学校は廃校。煥章学校に転入する。
  - 5月 - 高山高等小学校が開校。
  - 10月 - 高山高等小学校は斐太学校予備科となる。
  - 11月 - 煥章学校は高山尋常小学校・簡易科小学校に改称する。
- 1887年（明治20年） - 高山尋常小学校・簡易科小学校の簡易科が廃止され、高山尋常小学校に改称する。
- 1888年（明治21年） - 斐太学校予備科は高山高等小学校に改称する。
- 1897年（明治30年） - 高山高等小学校を廃止。高等科は高山尋常小学校に移され、高山尋常高等小学校に改称する。
- 1904年（明治37年）
  - 4月 - 男女を分離しての授業を開始。
  - 9月 - 高山女子尋常高等小学校[注釈 2]を分離。高山男子尋常高等小学校に改称する。
- 1922年（大正11年） - 高山西尋常高等小学校[注釈 3]を分離。高山東尋常小学校に改称する。
- 1936年（昭和11年）11月1日 - 高山町と大名田町が合併し市制施行。高山市となる。同時に東尋常小学校に改称する。
- 1941年（昭和16年）4月1日 - 東国民学校に改称する。
- 1947年（昭和22年）4月1日 - 高山市立東小学校〈旧〉に改称する。
- 1964年（昭和39年）12月 - 東小学校〈旧〉と大八小学校との統合計画案ができる。
- 1965年（昭和40年）4月 - 東小学校〈旧〉と大八小学校を統合し、高山市立東小学校を新設する。
- 1967年（昭和42年）
  - 8月 - 統合校舎（鉄筋コンクリート造4階建）が現在地に完成。
  - 9月 - 新校舎での授業を開始。
- 1968年（昭和43年）4月 - 北小学校上野分校を統合。
- 2013年（平成25年） - 現在の校舎（木造2階建）が完成。
- 2026年（令和8年）4月 - 岩滝小学校を編入（予定）。